# Thecla argona
Thecla argona är en fjärilsart som beskrevs av Hewiston 1874. Thecla argona ingår i släktet Thecla och familjen juvelvingar. Inga underarter finns listade i Catalogue of Life.